# ماثيو ريتشاردسون
ماثيو ريتشاردسون (بالإنجليزية: Matthew Richardson)‏ هو لاعب غولف بريطاني، ولد في 5 ديسمبر 1984 في ورسستر في المملكة المتحدة.

## وصلات خارجية
- ماثيو ريتشاردسون على موقع رابطة لاعبي الغولف المحترفين (الإنجليزية)
- ماثيو ريتشاردسون على موقع رابطة أوروبا للاعبي الغولف المحترفين (الإنجليزية)
- ماثيو ريتشاردسون على موقع التصنيف العالمي الرسمي للغولف (الإنجليزية)